# Aron Tager
Aron Tager est un acteur américain né à Brooklyn aux États-Unis le 30 juin 1934 et mort à Toronto le 28 février 2019,.

## Biographie
En tant qu'artiste, Tager a présenté de nombreuses expositions et a installé des sculptures aux endroits suivants: Mount Anthony Union High School (Bennington, Vermont); L'école élémentaire Shaftsbury (Shaftsbury, Vermont); Delaware County Community College (Media, Pennsylvanie); et le centre juif d'Indianapolis, Battery Park (Burlington, Vermont).
Il a reçu de nombreuses distinctions pour son travail, notamment la clé d'or au concours national d'art scolastique en 1950, le prix et la médaille de 1975 à la Norwich University Art Show pour la "Meilleure sculpture" et "L'œuvre la plus populaire du spectacle", et le prix et la médaille, Festival des arts de Boston, 1985.
Formé en tant qu'acteur, Tager a pris un arrêt de 25 ans pour se consacrer uniquement à l'art, en particulier à la peinture et à la sculpture, avant de revenir au théâtre au début des années 1990. Il est apparu dans diverses productions théâtrales, télévisées et cinématographiques, et a joué dans les films X-Men, Rocky Marciano, Serendipity, Murder at 1600, 10 000 Black Men, George, A Holiday Romance et The Salem Witch Trials.

## Filmographie
1990-1996 à la télévision: Are you afraid of the dark: Dr Vic 
- 1992 : Requiem pour un beau sans-cœur
- 1992 : Mothers and Daughters : McEwan
- 1992 : Blazing Dragons (série télévisée) : le Roi Allfire (voix)
- 1992 : Double Trafic (Canvas) : Jimmy
- 1992 : Twin Sisters (vidéo) : le majordome
- 1992 : Léolo : le poissonnier
- 1993 : Destin divin (Divine Fate) : voix
- 1993 : Because Why : Bert
- 1993 : Sweet Killing : officier Lipsky
- 1993 : David Copperfield (TV) : voix additionnelles
- 1994 : Warriors : le général Moorhead
- 1994 : C'était le 12 du 12 et Chili avait les blues : l'homme au cigare
- 1994 : The Maharaja's Daughter (feuilleton TV) : capitaine de police
- 1994 : Highlander 3 (Highlander III: The Sorcerer) d'Andy Morahan : Stosh
- 1995 : Chair de poule (Goosebumps) (TV) : docteur Shreek
- 1995 : Kazan (TV) : McCready
- 1995 : Dr. Jekyll et Ms. Hyde : avocat
- 1995 : Curtis's Charm : agent de la voirie
- 1995 : Where's the Money, Noreen? (TV) : manager
- 1996 : Windsor Protocol (TV) : oncle Misha
- 1996 : Captive Heart: The James Mink Story (TV) : contrôleur
- 1996 : Trilogy of Terror II (TV) : Steve
- 1997 : Peacekeepers (TV) : Mondolo
- 1997 : Donkey Kong Country (série télévisée) : voix additionnelles
- 1997 : Meurtre à la Maison-Blanche (Murder at 1600) : vigile du département du Trésor
- 1998 : Universal soldier 3: Ultime vengeance (Universal Soldier III: Unfinished Business) (TV) : John Devereaux
- 1998 : Blind Faith : le juge Aker
- 1998 : Silver Surfer (The Silver Surfer) (série télévisée) : Maître de Zen-La (voix)
- 1998 : Le Train de l'enfer (The Long Island Incident) (TV) : marchand d'armes
- 1998 : His Bodyguard (TV) : Dr. Frank
- 1998 : Universal soldier II: Frères d'armes (Universal Soldier II: Brothers in Arms) (TV) : John Devereaux
- 1998 : Scandaleusement vôtre (Scandalous Me: The Jacqueline Susann Story) (TV) : producteur 1
- 1999 : The Devil's Arithmetic (TV) : oncle Abe
- 1999 : My Gentleman Friends (TV)
- 1999 : Rocky Marciano (TV) : Charley Goldman
- 1999 : Le Troisième miracle (The Third Miracle) : le cardinal Humes
- 1999 : Mr. Rock 'n' Roll: The Alan Freed Story (TV) : J. Edgar Hoover
- 1999 : La Mélodie de Noël (A Holiday Romance) (TV) : Joseph
- 2000 : Common Ground (en) (TV) : Mr. Manos
- 2000 : X-Men : Emcee
- 2000 : Le Père Noël a disparu (Santa Who?) (TV) : Grand-père Nick Engles
- 2001 : Chasing Cain : Rad
- 2001 : Century Hotel : Salvatore âgé
- 2001 : Un amour à New York (Serendipity) : le concierge
- 2001 : Protection : Lujak
- 2002 : Touch (court métrage)
- 2002 : Keep the Faith, Baby (TV) : le président Emanuel Celler
- 2002 : 10,000 Black Men Named George (en) (TV) : le guoverneur Morrow
- 2002 : Les Rats (The Rats) (TV) : le concierge
- 2002 :  Monk - (série télévisée) - Saison 1, épisode 7 (Monk et le braqueur milliardaire (Mr. Monk and the Billionaire Mugger) ) : Leo Otterman
- 2002 : Le Pacte d'amour (The Pact) (TV) : le juge H. Rossiter
- 2002 : Martin and Lewis (TV) : Max Coleman
- 2002 : Boys Briefs 2 (vidéo) : Trick 1 (segment Touch)
- 2003 : Au-delà des barrières (Good Fences) (TV) : Belcher
- 2003 : The Fur Store
- 2003 : Name of the Rose : le professeur Wiseman
- 2003 : Pour une vie meilleure (Homeless to Harvard: The Liz Murray Story) (TV) : Pops
- 2003 : The Absence of Emily : Mr. Brewster
- 2004 : Adventures in Animation 3D : Fats / Phil Johnson (voix)
- 2004 : Lives of the Saints (TV) : avocat
- 2005 : Cool Money (TV) : le juge Raymond Ziff
- 2005 : Gold
- 2006 : Billable Hours (série télévisée) : Mortie Fagen
- 2007 : You Kill Me : Walter Fitzgerald